# جامعة إميلي كار للفنون والتصميم
جامعة إميلي كار للفنون والتصميم هي جامعة في كندا تأسست عام 1925. تقع في مدينة فانكوفر.

## وصلات خارجية
- الموقع الرسمي